# Charles DeWitt

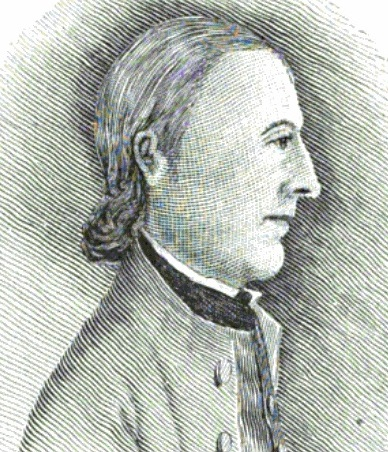
Charles DeWitt

Charles DeWitt (* 27. April 1727 in Kingston, Provinz New York; † 27. August 1787 ebenda) war ein US-amerikanischer Politiker. Im Jahr 1784 war er Delegierter für New York im Kontinentalkongress.

## Werdegang
Charles DeWitt besuchte die öffentlichen Schulen seiner Heimat und genoss danach eine klassische Ausbildung. Danach arbeitete er in der familieneigenen Getreidemühle. Später schlug er auch eine politische Laufbahn ein. Zwischen 1768 und 1775 saß er im kolonialen Abgeordnetenhaus. In den 1770er Jahren schloss er sich der Revolutionsbewegung an und wurde Oberst in der Staatsmiliz. Zwischen 1775 und 1777 war er Mitglied im Provisional Congress, der für New York die Unabhängigkeitserklärung der Vereinigten Staaten ratifizierte. DeWitt gehörte im Jahr 1776 auch der verfassungsgebenden Versammlung des zukünftigen Staates New York und dem dortigen Sicherheitsausschuss an. Während des Unabhängigkeitskrieges belieferte er die Kontinentalarmee mit Mehl.
In den Jahren 1781, 1785, und 1786 saß DeWitt in der New York State Assembly. Zwischen Februar und Oktober 1784 vertrat er seine Heimat im Kontinentalkongress. Für einige Jahre gab er auch die Zeitung Ulster Sentinel heraus. Charles DeWitt starb am 27. August 1787 in seiner Heimatstadt Kingston. Sein Enkel Charles G. De Witt (1789–1839) wurde Abgeordneter im Repräsentantenhaus der Vereinigten Staaten für New York.